# Phaenobezzia nzuari
Phaenobezzia nzuari är en tvåvingeart som först beskrevs av Vattier och Adam 1966.  Phaenobezzia nzuari ingår i släktet Phaenobezzia och familjen svidknott.
Artens utbredningsområde är Kongo. Inga underarter finns listade i Catalogue of Life.